# Internationales Tennisturnier von Zinnowitz
Das Internationale Tennisturnier von Zinnowitz war ein Tennisturnier, das im Ostseebad Zinnowitz auf der Insel Usedom zwischen 1955 und 1990 ausgetragen wurde. Es war das bedeutendste Tennisturnier in der DDR.

## Geschichte
Das Turnier wurde 1953 auf nationaler Ebene ins Leben gerufen und ab 1955 dann international ausgespielt. Der Veranstalter des Turniers war zunächst die SV Wismut und später der Deutsche Tennis-Verband der DDR. Die Durchführung oblag dann dem Feriendienst der IG Wismut und der BSG Einheit Zinnowitz/Sektion Tennis. Das Turnier fand immer um den 1. Juli herum statt, dem Tag des Bergmanns und des Energiearbeiters in der DDR. Während von Beginn bis 1989 nur Sachpreise wie Vasen, Reisewecker oder Staubsauger zu gewinnen waren, wurde das Turnier 1990 erstmals als Preisgeldturnier nach westlichem Vorbild abgehalten. Dies war aber auch das letzte Mal, dass das Turnier stattfand.
Das internationale Turnier begann 1955 als Vollturnier mit den Konkurrenzen im Herreneinzel, und -doppel, im Dameneinzel und -doppel sowie im Gemischten Doppel. Der Mixedwettbewerb fand 1972 zum letzten Mal statt. Dafür wurde ab 1973 bei Herren und Damen jeweils ein Nationen-Pokal ausgespielt. Hier traten in der Regel Zweier-Mannschaften gegeneinander an, die zwei Einzel und ein Doppel spielten. 1973 wurde bei neun teilnehmenden Vertretungen jeweils in Dreiergruppen gespielt und ab 1974 dann im K.-o.-System. Der Nationen-Pokal nahm die erste Turnierhälfte ein, danach folgten die Einzel- und Doppelwettbewerbe. 1990 wurde der Nationen-Pokal nicht mehr ausgespielt.
Seit 2007 finden auf der Anlage die „Usedom Senior Open“ statt, ein internationales Senioren-Turnier.

## Teilnehmer
Neben Spielern aus den sozialistischen Ländern einschließlich Kuba nahmen anfangs auch Spieler aus der Bundesrepublik Deutschland (bis zum Mauerbau 1961 und wieder 1990) und aus Skandinavien (bis 1967 vor dem Beginn der Open Era) teil. Auch der französische Arbeitersportbund Fédération Sportive et Gymnique du Travail war 1956 und 1959 vertreten. 1963 waren auch Spieler aus der Volksrepublik China zu Gast. Ein besonderer Tennisexot an diesem Ort war der Australier Alan Lane, Sieger des Herreneinzels von 1960.
Mit Jadwiga Jędrzejowska, Ion Țiriac, Jan Kodeš, Ilie Năstase und Virginia Ruzici waren auch fünf Grand-Slam-Sieger(innen) in Zinnowitz mit dabei.
Erfolgreichster Spieler bei den Herren war Thomas Emmrich, der im Einzel elf Mal und im Herrendoppel sieben Mal gewann. Rekordsiegerin im Dameneinzel war Hella Riede mit fünf Erfolgen. Eva Johannes gewann mit vier Malen am häufigsten im Damendoppel. Beim Mixed siegte Wjatscheslaw Jegorow aus der Sowjetunion mit vier Malen am häufigsten. Rekordsieger im Nationen-Pokal waren bei den Herren die DDR, die elf Mal gewann, und bei den Damen die Tschechoslowakei, die sieben Erfolge verzeichnete.

## Endspiele

### Herreneinzel
| Jahr | Sieger                   | Finalgegner            | Ergebnis                                                                                   |
| ---- | ------------------------ | ---------------------- | ------------------------------------------------------------------------------------------ |
| 1955 | Werner Helmrich          | Karl-Heinz Sturm       | 3:6, 6:3, 8:6, 6:4                                                                         |
| 1956 | András Ádám              | Sergei Andrejew        | 6:1, 1:6, 6:1, 6:0                                                                         |
| 1957 | Horst Stahlberg          | Wiesław Gąsiorek       | [[Internationales Tennisturnier von Zinnowitz 1957/Herreneinzel\|3:6, 7:5, 6:4, 4:6, 6:3]] |
| 1958 | András Szikszay          | Dumitru Viziru         | 6:2, 8:6, 6:3                                                                              |
| 1959 | Pavel Korda              | Wiesław Gąsiorek       | 4:6, 7:5, 6:2, 6:3                                                                         |
| 1960 | Alan Lane                | Gottfried Dallwitz     | 6:1, 6:4, 6:1                                                                              |
| 1961 | Ion Țiriac               | Gheorghe Viziru        | 6:3, 4:6, 6:4, 6:1                                                                         |
| 1962 | Horst Stahlberg (2)      | Peter Fährmann         | 6:2, 4:6, 6:2, 6:3                                                                         |
| 1963 | Ion Țiriac (2)           | Chen-Hua Chu           | 6:4, 8:6, 1:6, 6:4                                                                         |
| 1964 | Wjatscheslaw Jegorow     | Józef Orlikowski       | 8:6, 6:2, 6:3                                                                              |
| 1965 | Ants Juhvelt             | Alexander Iwanow       | 5:7, 9:7, 6:8, 6:4, 8:6                                                                    |
| 1966 | Péter Szőke              | Szabolcs Baranyi       | 6:4, 6:0, 6:4                                                                              |
| 1967 | Jószef Babarczy          | Jānis Juška            | 6:2, 3:6, 6:4, 8:6                                                                         |
| 1968 | Wjatscheslaw Jegorow (2) | Jiří Medonos           | 8:6, 3:6, 6:1, 6:2                                                                         |
| 1969 | Wjatscheslaw Jegorow (3) | Schamil Tarpischtschew | 6:1, 6:3, 6:1                                                                              |
| 1970 | Schamil Tarpischtschew   | Wjatscheslaw Jegorow   | 7:5, 6:3, 21:19                                                                            |
| 1971 | Mieczysław Rybarczyk     | Waleri Pestschanko     | 6:4, 5:7, 6:2, 2:6, 6:4                                                                    |
| 1972 | Thomas Emmrich           | Jerzy Sonsalla         | 6:3, 6:2, 6:1                                                                              |
| 1973 | Thomas Emmrich (2)       | Anatoli Wolkow         | 6:1, 7:6                                                                                   |
| 1974 | Pavel Ševčík             | Thomas Emmrich         | 6:4, 6:3                                                                                   |
| 1975 | Thomas Emmrich (3)       | Wjatscheslaw Jegorow   | 6:2, 7:6                                                                                   |
| 1976 | Thomas Emmrich (4)       | Jaroslav Čech          | 3:6, 6:3, 6:2                                                                              |
| 1977 | Thomas Emmrich (5)       | Konstantin Pugajew     | 6:1, 6:2                                                                                   |
| 1978 | Jewgeni Bobojedow        | Alexander Sawgorodni   | 4:6, 6:2, 6:3                                                                              |
| 1979 | Thomas Emmrich (6)       | Jewgeni Bobojedow      | 6:1, 7:5                                                                                   |
| 1980 | Thomas Emmrich (7)       | Titeiu                 | 6:4, 6:3                                                                                   |
| 1981 | Thomas Emmrich (8)       | Alexander Sawgorodni   | 6:3, 7:6                                                                                   |
| 1982 | Henryk Drzymalski        | Daniel Sulan           | 6:4, 6:3                                                                                   |
| 1983 | Thomas Emmrich (9)       | František Polyak       | 6:2, 6:2                                                                                   |
| 1984 | Thomas Emmrich (10)      | László Zsiga           | 6:2, 6:1                                                                                   |
| 1985 | Martin Fassati           | Thomas Emmrich         | 6:4, 2:6, 6:4                                                                              |
| 1986 | Thomas Emmrich           | Dietrich Schirmann     | n. e.                                                                                      |
| 1987 | Dmitri Lomanow           | Gunter Wehnert         | 6:3, 6:3                                                                                   |
| 1988 | Thomas Emmrich (11)      | Tomáš Klimek           | 6:0, 6:1                                                                                   |
| 1989 | Gunter Wehnert           | Marian Onila           | 6:4, 6:0                                                                                   |
| 1990 | Tomasz Lichoń            | Paweł Ostrowski        | 7:6, 7:5, 3:6, 6:3                                                                         |

### Dameneinzel
| Jahr | Siegerin              | Finalgegnerin        | Ergebnis       |
| ---- | --------------------- | -------------------- | -------------- |
| 1955 | Inge Wild             | Zuzanna Ryczkowna    | 7:5, 6:1       |
| 1956 | Márta Peterdy         | Jadwiga Jędrzejowska | 6:2, 6:2       |
| 1957 | Eva Mannschatz        | Inge Wild            | 7:5, 6:4       |
| 1958 | Klára Bardóczy        | Eva Johannes         | 1:6, 6:1, 6:3  |
| 1959 | Klára Bardóczy (2)    | Zsófia Broszmann     | 6:2, 6:3       |
| 1960 | Zsófia Broszmann      | Klára Bardóczy       | 6:1, 6:4       |
| 1961 | Irina Rjasanowa       | Eva Johannes         | 6:1, 6:4       |
| 1962 | Eva Johannes (2)      | Vlasta Kodešová      | 6:2, 6:3       |
| 1963 | Irina Jermolowa (2)   | Vlasta Kodešová      | 6:4, 6:2       |
| 1964 | Hella Vahley          | Eva Johannes         | 6:0, 3:6, 10:8 |
| 1965 | Alena Palmeová        | Hella Vahley         | 6:1, 3:6, 6:2  |
| 1966 | Hella Riede (2)       | Helga Magdeburg      | 8:6, 6:4       |
| 1967 | Éva Szabó             | Judith Dibar         | 1:6, 6:4, 6:4  |
| 1968 | Hella Riede (3)       | Judith Dibar         | 9:7, 6:8, 6:3  |
| 1969 | Hella Riede (4)       | Brigitte Hoffmann    | 6:4, 6:3       |
| 1970 | Hella Riede (5)       | Veronika Koch        | 6:0, 6:3       |
| 1971 | Brigitte Hoffmann     | Veronika Koch        | 6:4, 3:6, 6:2  |
| 1972 | Erzsébet Széll        | Agnes Gráczol        | 6:1, 6:4       |
| 1973 | Jelena Granaturowa    | Éva Szabó            | 6:1, 6:2       |
| 1974 | Hana Hüblerová        | Jelena Granaturowa   | 6:4, 3:6, 6:3  |
| 1975 | Marina Tschuwyrina    | Jewgenija Isopaitis  | 6:1, 7:5       |
| 1976 | Jana Sedláčková       | Éva Rózsavölgyi      | 3:6, 6:0, 6:4  |
| 1977 | Jewgenija Birjukowa   | Ljudmila Makarowa    | 6:3, 6:4       |
| 1978 | Iva Budařová          | Lea Plchová          | 6:3, 6:4       |
| 1979 | Ljudmila Makarowa     | Christine Schulz     | 6:2, 6:2       |
| 1980 | Éva Rózsavölgyi       | Katalin Fagyas       | 6:3, 3:6, 6:1  |
| 1981 | Ljudmila Makarowa (2) | Éva Rózsavölgyi      | 6:2, 6:1       |
| 1982 | Małgorzata Rejdych    | Dora R. Rangelowa    | 6:4, 6:2       |
| 1983 | Éva Rózsavölgyi (2)   | Anna Németh          | 6:4, 6:2       |
| 1984 | Éva Rózsavölgyi (3)   | Dorota Dziekońska    | 1:6, 7:5, 6:3  |
| 1985 | Anna Németh           | Marina Kondowa       | 6:1, 6:1       |
| 1986 | Renata Šmekálová      | Ivona Matulíková     | 6:3, 6:1       |
| 1987 | Éva Rózsavölgyi (4)   | Oksana Lifanowa      | 6:2, 6:3       |
| 1988 | Julija Salnikowa      | Denisa Silvanová     | 6:1, 2:6, 6:1  |
| 1989 | Irina Spîrlea         | Gabriella Molnár     | 3:6, 6:2, 6:0  |
| 1990 | Jelena Pogorelowa     | Nadeschda Strelzowa  | 4:6, 6:1, 6:4  |

### Herrendoppel
| Jahr | Sieger                                         | Finalgegner                                 | Ergebnis                |
| ---- | ---------------------------------------------- | ------------------------------------------- | ----------------------- |
| 1955 | Werner Helmrich Gerhard Strache                | Heinz Schulze Karl-Heinz Sturm              | 6:2, 6:1, 6:3           |
| 1956 | András Ádám István Sikorszky                   | Ferenc Komáromi András Szikszay             | 6:4, 6:4, 10:8          |
| 1957 | Eugen Cristea Constantin Năstase               | Helmut Majewski Bogdan Maniewski            | 6:1, 6:4, 6:4           |
| 1958 | András Szikszay (2) Ferenc Zentai              | Vasile Serester Ion Țiriac                  | 6:3, 6:4, 6:1           |
| 1959 | Gottfried Dallwitz Arthur Schröder             | Horst Stahlberg Konrad Zanger               | 8:6, 4:6, 6:4, 6:2      |
| 1960 | Peter Fährmann Werner Rautenberg               | Bernd Kube Alan Lane                        | per Los                 |
| 1961 | Pavel Korda Józef Orlikowski                   | Peter Fährmann Werner Rautenberg            | 6:4, 7:5, 6:1           |
| 1962 | Ferenc Komáromi Pavel Korda (2)                | Peter Fährmann Werner Rautenberg            | 8:6, 6:2, 6:3           |
| 1963 | Petre Marmureanu Ion Țiriac                    | Wjatscheslaw Jegorow Jaak Parmas            | 6:1, 1:6, 6:1, 6:4      |
| 1964 | Alexander Iwanow Wjatscheslaw Jegorow          | Marian Laudin František Pála                | 3:6, 4:6, 6:1, 6:4, 6:3 |
| 1965 | Peter Fährmann (2) Werner Rautenberg (2)       | Hans-Jürgen Luttropp Ulrich Trettin         | 6:3, 6:4, 6:8, 6:4      |
| 1966 | Hans-Jürgen Luttropp Ulrich Trettin            | Szabolcs Baranyi Péter Szőke                | 3:6, 6:3, per Los       |
| 1967 | Jószef Babarczy Géza Varga                     | Sever Dron Peter Fährmann                   | 6:4, 3:6, 7:5, 5:7, 7:5 |
| 1968 | Codin Dumitrescu Wjatscheslaw Jegorow (2)      | Szabolcs Baranyi Géza Varga                 | 6:4, 6:4, 6:4           |
| 1969 | András Szöcsik Péter Szőke                     | Wjatscheslaw Jegorow Schamil Tarpischtschew | 6:2, 6:3, 6:2           |
| 1970 | Viorel Marcu Ionel Sânteiu                     | Wjatscheslaw Jegorow Schamil Tarpischtschew | 7:5, 6:4, 6:1           |
| 1971 | Jewgeni Bobojedow Waleri Pestschanko           | András Szöcsik Géza Varga                   | 6:4, 4:6, 6:7, 6:3, 7:6 |
| 1972 | Jan Bedáň Jan Šimbera                          | János Benyik Bertalan Csoknyai              | 6:1, 6:4, 6:4           |
| 1973 | Wladimir Korotkow Anatoli Wolkow               | Thomas Emmrich Botho Schneider              | 3:6, 6:2, 6:3           |
| 1974 | Alexander Bogomolow Wadim Borissow             | Jan Bedáň Pavel Ševčík                      | 6:3, 6:4, 2:6, 6:2      |
| 1975 | Wjatscheslaw Jegorow (3) Wladimir Korotkow (2) | Thomas Emmrich Andreas John                 | 6:4, 6:4                |
| 1976 | Stanislav Birner Jaroslav Čech                 | Thomas Emmrich Andreas John                 | 6:2, 6:2                |
| 1977 | Thomas Emmrich Andreas John                    | Boschidar Pampulow Matej Pampulow           | 6:3, 6:3                |
| 1978 | Boschidar Pampulow Matej Pampulow              | Thomas Arnold Thomas Emmrich                | 4:6, 7:6, 6:4           |
| 1979 | Jewgeni Bobojedow (2) Alexander Sawgorodni     | František Polyak Slafkovský                 | 6:2, 6:2                |
| 1980 | Thomas Arnold Thomas Emmrich (2)               | Ljuben Genow Ljubomir Petrow                | 6:3, 6:2                |
| 1981 | Marek Królicki Zenon Rode                      | Dmitri Below Alexander Sawgorodni           | 2:6, 6:3, 7:5           |
| 1982 | Gábor Lukács István Tarján                     | Thomas Arnold Thomas Emmrich                | 2:6, 6:3, 6:4           |
| 1983 | Henryk Drzymalski Thomas Emmrich (3)           | Răzvan Constantinescu Mihai Sovar           | 6:3, 6:2                |
| 1984 | Thomas Emmrich (4) Ralf Lichtenfeld            | Tomasz Maliszewski Waldemar Rogowski        | 2:6, 6:3, 6:0           |
| 1985 | Thomas Emmrich (5) Ralf Lichtenfeld (2)        | Martin Fassati Martin Krbec                 | 7:5, 6:4                |
| 1986 | Wiktor Bogatiow Artur Schiladschjan            | Zsolt Komáromy Antal Pintér                 | n. e.                   |
| 1987 | Thomas Emmrich (6) Ralf Lichtenfeld (3)        | Wilfredo Henry Tomás Rodríguez              | 7:6, 6:2                |
| 1988 | Thomas Emmrich (7) Ralf Lichtenfeld (4)        | Paweł Domański Tomasz Iwański               | 6:3, 6:1                |
| 1989 | Wilfredo Henry Tomás Rodríguez                 | Ralf Lichtenfeld Gunter Wehnert             | 6:3, 6:3                |
| 1990 | Wilfredo Henry (2) Duvier Medina               | Tomasz Lichoń Paweł Ostrowski               | 6:7, 7:5, 6:3           |

### Damendoppel
| Jahr | Siegerinnen                                    | Finalgegnerinnen                       | Ergebnis      |
| ---- | ---------------------------------------------- | -------------------------------------- | ------------- |
| 1955 | Inge Herrmann Eva Mannschatz                   | Ursula Hörselmann Irmgard Jacke        | 8:6, 6:2      |
| 1956 | Jana Dvořáčková Olga Lendlová                  | Éva Kováts Márta Peterdy               | 6:1, 6:4      |
| 1957 | Eva Mannschatz (2) Inge Wild                   | Margret Krutzger Hella Vahley          | 3:6, 6:2, 6:3 |
| 1958 | Zdena Strachová Jana Volková (2)               | Klára Bardóczy Zsófia Broszmann        | 6:3, 6:8, 6:3 |
| 1959 | Eva Johannes (3) Inge Schulz (2)               | Klára Bardóczy Zsófia Broszmann        | 4:6, 7:5, 6:2 |
| 1960 | Olga Široká Zdena Strachová (2)                | Klára Bardóczy Zsófia Broszmann        | per Los       |
| 1961 | Larissa Preobraschenskaja Irina Rjasanowa      | Eva Johannes Änne Lindner              | 6:3, 6:2      |
| 1962 | Eva Johannes (4) Änne Lindner                  | Jitka Horčíčková Vlasta Kodešová       | 9:7, 6:3      |
| 1963 | Irina Jermolowa (2) Vlasta Kodešová            | Eva Johannes Hella Vahley              | 6:3, 6:3      |
| 1964 | Walerija Kusmenko Tiiu Kivi                    | Eva Johannes Hella Vahley              | 4:6, 6:2, 7:5 |
| 1965 | Éva Szabó Erzsébet Széll                       | Alena Palmeová Milena Startlová        | 6:3, 6:4      |
| 1966 | Helga Magdeburg Hella Riede                    | Klára Jószai Erzsébet Polgar           | 4:6, 7:5, 6:2 |
| 1967 | Julieta Boboc Judith Dibar                     | Anna Purková Jana Šonská               | 6:1, 6:8, 6:2 |
| 1968 | Olga Lendlová (2) Marie Neumanová              | Brigitte Hoffmann Hella Riede          | 6:2, 9:7      |
| 1969 | Jewgenija Isopaitis Maria Kull                 | Brigitte Hoffmann Hella Riede          | 6:2, 4:6, 7:5 |
| 1970 | Jelena Granaturowa Rausa Islanowa              | Bettina Borkert Veronika Koch          | 2:6, 6:2, 6:3 |
| 1971 | Brigitte Hoffmann Hella Riede (2)              | Bettina Borkert Veronika Koch          | 6:4, 7:6      |
| 1972 | Bettina Borkert Veronika Koch                  | Agnes Gráczol Erzsébet Széll           | 6:4, 6:3      |
| 1973 | Jelena Granaturowa (2) Marina Tschuwyrina      | Hana Hüblerová Mirka Koželuhová        | 6:1, 6:2      |
| 1974 | Jelena Granaturowa (3) Natalja Tschmyrjowa     | Brigitte Hoffmann Veronika Koch        | 6:4, 6:1      |
| 1975 | Jewgenija Isopaitis (2) Marina Tschuwyrina (2) | Agnes Gráczol Erzsébet Széll           | 6:3, 7:6      |
| 1976 | Barbara Kral Danuta Szwaj                      | Mária Kočišková Jana Sedláčková        | 6:4, 4:6, 6:3 |
| 1977 | Ljudmila Makarowa Irīna Ševčenko               | Jewgenija Birjukowa Jelena Granaturowa | 7:5, 3:6, 6:2 |
| 1978 | Iva Budařová Lea Plchová                       | Agnes Gráczol Judith Szörényi          | 6:3, 6:0      |
| 1979 | Ljudmila Krawtschenko Ljudmila Makarowa (2)    | Christine Schulz Ines Schwarz          | 6:2, 7:6      |
| 1980 | Katalin Fagyas Éva Rózsavölgyi                 | Barbara Kocyga Elżbieta Ślesicka       | 7:5, 7:6      |
| 1981 | Katalin Fagyas (2) Éva Rózsavölgyi (2)         | Irina Fadejewa Ljudmila Makarowa       | 6:2, 6:1      |
| 1982 | Nora Bajčíková Anetta Bukovinská               | Anna Németh Angéla Szörényi            | 6:4, 6:4      |
| 1983 | Anna Németh Éva Rózsavölgyi (3)                | Grit Schneider Christine Schulz        | 6:1, 6:4      |
| 1984 | Aurelia Gheorghe Teodora Tache                 | Nora Bajčíková Ingrid Klestincová      | 6:4, 7:5      |
| 1985 | Judit Budai Anna Németh (2)                    | Grit Schneider Christine Schulz        | 6:4, 6:4      |
| 1986 | Katalin Gáspár Zsusza Turi                     | Ivona Matulíková Renata Šmekálová      | n. e.         |
| 1987 | Zuzana Bódayová Denisa Silvanová               | María García Belkis Rodríguez          | 1:6, 6:2, 6:3 |
| 1988 | Eva Melicharová Denisa Silvanová (2)           | Natalja Rewa Julija Salnikowa          | 6:2, 6:4      |
| 1989 | Andrea Barochová Markéta Nová                  | Gabriella Molnár Ildikó Molnár         | 4:6, 6:3, 6:4 |

### Gemischtes Doppel
| Jahr | Sieger                                      | Finalgegner                                | Ergebnis       |
| ---- | ------------------------------------------- | ------------------------------------------ | -------------- |
| 1955 | Irmgard Jacke Karl-Heinz Sturm              | Inge Wild Gerhard Strache                  | 6:4, 6:3       |
| 1956 | Jadwiga Jędrzejowska Józef Piątek           | Éva Kováts András Szikszay                 | 6:1, 6:4       |
| 1957 | Katharina Gerigk Bogdan Maniewski           | Inge Wild Horst Stahlberg                  | 6:4, 6:2       |
| 1958 | Zsófia Broszmann András Szikszay            | Jana Volková Milan Nečas                   | 6:2, 4:6, 6:0  |
| 1959 | Maria Tschakarowa Nikolai Tschuparow        | Anna Štětinová Pavel Korda                 | 6:8, 7:5, 6:4  |
| 1960 | Zsófia Broszmann (2) András Szikszay (2)    | Änne Lindner Peter Fährmann                | 6:3, 6:2       |
| 1961 | Mina Ilina Ion Țiriac                       | Renáta Doba András Szikszay                | 7:5, 6:1       |
| 1962 | Eva Johannes Horst Stahlberg                | Hella Vahley Werner Rautenberg             | 5:7, 6:3, 6:3  |
| 1963 | Irina Jermolowa Wjatscheslaw Jegorow        | Julieta Namian Ion Țiriac                  | 6:3, 3:6, 8:6  |
| 1964 | Walerija Titowa Wjatscheslaw Jegorow (2)    | Hella Vahley Werner Rautenberg             | 1:6, 6:2, 6:2  |
| 1965 | Hella Vahley Werner Rautenberg              | Änne Lindner Peter Fährmann                | 9:7, 6:3       |
| 1966 | Hella Riede (2) Hans-Jürgen Luttropp        | Judith Dibar Petre Marmureanu              | 6:3, 1:6, 6:2  |
| 1967 | Éva Szabó Jószef Babarczy                   | Erzsébet Széll Géza Varga                  | 6:3, 10:8      |
| 1968 | Marina Tschuwyrina Wjatscheslaw Jegorow (3) | Hella Riede Werner Rautenberg              | w.o.           |
| 1969 | Maria Kull Wjatscheslaw Jegorow (4)         | Hella Riede Werner Rautenberg              | 6:4, 9:11, 6:4 |
| 1970 | Jana Pikorová Milan Tajcnár                 | Hella Riede Werner Rautenberg              | 6:3, 6:4       |
| 1971 | Veronika Koch Thomas Emmrich                | Hella Riede Werner Rautenberg              | 6:2, 3:6, 6:1  |
| 1972 | Mariana Simionescu Toma Ovici               | Natalja Tschmyrjowa Schamil Tarpischtschew | 6:2, 6:3       |

## Sieger im Nationen-Pokal

### Herren
| Jahr | Sieger                                                          |
| ---- | --------------------------------------------------------------- |
| 1973 | Sowjetunion (Wladimir Korotkow, Anatoli Wolkow)                 |
| 1974 | Tschechoslowakei (Jan Bedáň, Pavel Ševčík)                      |
| 1975 | Sowjetunion (2) (Wjatscheslaw Jegorow, Wladimir Korotkow)       |
| 1976 | DDR (Thomas Emmrich, Andreas John)                              |
| 1977 | DDR (2) (Thomas Emmrich, Andreas John)                          |
| 1978 | DDR (3) (Thomas Arnold, Thomas Emmrich)                         |
| 1979 | DDR (4) (Thomas Arnold, Thomas Emmrich)                         |
| 1980 | DDR (5) (Thomas Arnold, Thomas Emmrich)                         |
| 1981 | DDR (6) (Thomas Emmrich, Steffen John)                          |
| 1982 | Polen (Henryk Drzymalski, Witold Meres)                         |
| 1983 | DDR (7) (Thomas Emmrich, Steffen John)                          |
| 1984 | DDR (8) (Thomas Emmrich, Ralf Lichtenfeld)                      |
| 1985 | DDR (9) (Thomas Emmrich, Ralf Lichtenfeld)                      |
| 1986 | DDR (10) (Thomas Emmrich, Ralf Lichtenfeld)                     |
| 1987 | DDR (11) (Thomas Emmrich, Ralf Lichtenfeld, Dietrich Schirmann) |
| 1988 | Tschechoslowakei (2) (Tomáš Klimek, Marek Miškolci)             |
| 1989 | Tschechoslowakei (3) (Libor Hradecký, Petr Karliček)            |

### Damen
| Jahr | Sieger                                                        |
| ---- | ------------------------------------------------------------- |
| 1973 | DDR (Brigitte Hoffmann, Veronika Koch)                        |
| 1974 | DDR (2) (Brigitte Hoffmann, Veronika Koch)                    |
| 1975 | Sowjetunion (Jewgenija Isopaitis, Marina Tschuwyrina)         |
| 1976 | Tschechoslowakei (Mária Kočišková, Jana Sedláčková)           |
| 1977 | Sowjetunion (2) (Jewgenija Birjukowa, Jelena Granaturowa)     |
| 1978 | Tschechoslowakei (2) (Iva Budařová, Lea Plchová)              |
| 1979 | Sowjetunion (3) (Ljudmila Krawtschenko, Ljudmila Makarowa)    |
| 1980 | Ungarn (Katalin Fagyas, Éva Rózsavölgyi)                      |
| 1981 | Sowjetunion (4) (Irina Fadejewa, Ljudmila Makarowa)           |
| 1982 | Tschechoslowakei (3) (Nora Bajčíková, Anetta Bukovinská)      |
| 1983 | Ungarn (2) (Anna Németh, Éva Rózsavölgyi)                     |
| 1984 | Tschechoslowakei (4) (Nora Bajčíková, Ingrid Klestincová)     |
| 1985 | Tschechoslowakei (5) (Dominika Perutková, Kamila Politzerová) |
| 1986 | Tschechoslowakei (6) (Ivona Matulíková, Renata Šmekálová)     |
| 1987 | Bulgarien (Raliza Miloriewa, Dora S. Rangelowa)               |
| 1988 | Sowjetunion (5) (Natalja Rewa, Julija Salnikowa)              |
| 1989 | Tschechoslowakei (7) (Andrea Barochová, Markéta Nová)         |

## Trivia
Das letzte Endspiel und somit auch das letzte Match des Turniers fiel auf den 1. Juli 1990, dem Tag der Währungsreform von Mark der DDR auf D-Mark.

## Film
- Der Augenzeuge 1955/28 (AZ 28/1955), Dokumentarfilm 1955, DEFA, 8. Sport im Bild: 1. Internationales Tennisturnier im Seebad der Wismut-Kumpel Zinnowitz vom 26. Juni – 3. Juli 1955 – Spiel zwischen Werner Helmrich und DDR-Meister Karl-Heinz Sturm